# Orobothriurus paessleri
Espèce
Synonymes
- Bothriurus paessleri Kraepelin, 1911

Orobothriurus paessleri est une espèce de scorpions de la famille des Bothriuridae.

## Distribution
Cette espèce est endémique de la région d'Arequipa au Pérou. Elle se rencontre jusqu'à 1 000 m d'altitude.

## Description
Le mâle décrit par Maury en 1975 mesure 36,0 mm et la femelle 32,5 mm.

## Étymologie
Cette espèce est nommée en l'honneur de R. Paessler.

## Publication originale
- Kraepelin, 1911 : Neue Beitrage zur Systematik der Gliederspinnen. Mitteilungen aus dem Naturhistorischen Museum in Hamburg, vol. 28, p. 57-107 (texte intégral).